# Acropserotarache elegantissima
Acropserotarache elegantissima är en fjärilsart som beskrevs av Emilio Berio 1937. Acropserotarache elegantissima ingår i släktet Acropserotarache och familjen nattflyn. Inga underarter finns listade i Catalogue of Life.